# Vigleik Eide

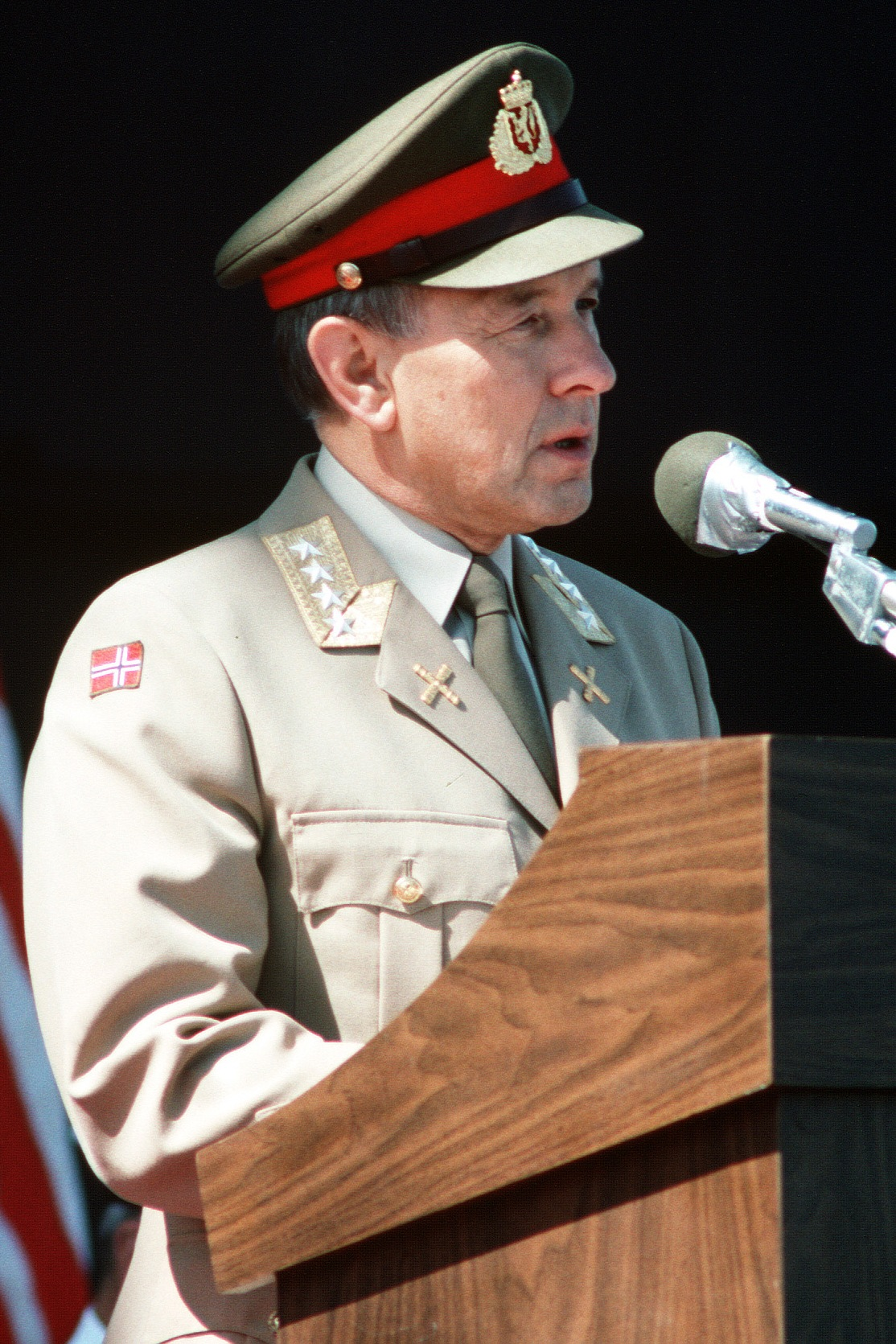
Vigleik Eide (1990)

Vigleik Eide (* 4. Dezember 1933; † 30. Oktober 2011) war ein norwegischer General und Diplomat.
Er besuchte u. a. die norwegische Militärakademie Krigsskolen in Oslo, 1970 bis 1972 die Führungsakademie der Bundeswehr (FüAkBw) in Hamburg und das NATO Defence College (NDC) in Rom. Eide durchlief verschiedene Verwendungen beim Norwegischen Heer. Er war von 1987 bis 1989 Oberbefehlshaber der norwegischen Streitkräfte. Von 1989 bis 1993 war er Vorsitzender des NATO-Militärausschusses.
Später war er norwegischer Botschafter für den Libanon und Syrien.

## Auszeichnungen
- 1987: Sankt-Olav-Orden (Kommandeur mit Stern)
- 1989: Ordre national du Mérite (Großoffizier)